# Diocesi di Liepāja
La diocesi di Liepāja (in latino: Dioecesis Liepaiensis) è una sede della Chiesa cattolica in Lettonia suffraganea dell'arcidiocesi di Riga. Nel 2021 contava 26.500 battezzati su 253.034 abitanti. È retta dal vescovo Viktors Stulpins.

## Territorio
La diocesi comprende la parte occidentale della Lettonia, corrispondente alla storica regione della Curlandia.
Sede vescovile è la città di Liepāja, dove si trova la cattedrale di San Giuseppe.
Il territorio è suddiviso in 33 parrocchie.

## Storia
La diocesi è stata eretta l'8 maggio 1937 con la bolla Aeterna animarum salus di papa Pio XI, ricavandone il territorio dall'arcidiocesi di Riga. Anticamente il territorio era parte della diocesi di Curlandia.
Il 2 dicembre 1995 ha ceduto una porzione del suo territorio a vantaggio dell'erezione della diocesi di Jelgava.

## Cronotassi dei vescovi
Si omettono i periodi di sede vacante non superiori ai 2 anni o non storicamente accertati.
- Antonijs Urbšs (Urbbs) † (29 aprile 1938 - 11 agosto 1965 deceduto)
  - Sede vacante (1965-1991)
  - Julijans Vaivods † (10 novembre 1964 - 23 maggio 1990 deceduto) (amministratore apostolico)
  - Jānis Cakuls † (23 maggio 1990 succeduto - 8 maggio 1991 nominato vescovo ausiliare di Riga) (amministratore apostolico)
- Jānis Bulis (8 maggio 1991 - 7 dicembre 1995 nominato vescovo di Rēzekne-Aglona)
- Ārvaldis Andrejs Brumanis † (7 dicembre 1995 - 12 maggio 2001 ritirato)
- Vilhelms Toms Marija Lapelis, O.P. (12 maggio 2001 succeduto - 20 giugno 2012 dimesso)[1]
- Viktors Stulpins, dal 20 luglio 2013

## Statistiche
La diocesi nel 2021 su una popolazione di 253.034 persone contava 26.500 battezzati, corrispondenti al 10,5% del totale.
| anno | popolazione | popolazione | popolazione | presbiteri | presbiteri | presbiteri | presbiteri                | diaconi | religiosi | religiosi | parrocchie |
| anno | battezzati  | totale      | %           | numero     | secolari   | regolari   | battezzati per presbitero | diaconi | uomini    | donne     | parrocchie |
| ---- | ----------- | ----------- | ----------- | ---------- | ---------- | ---------- | ------------------------- | ------- | --------- | --------- | ---------- |
| 1950 | 89.617      | 592.028     | 15,1        |            |            |            |                           |         |           |           |            |
| 1999 | 33.000      | 314.500     | 10,5        | 11         | 7          | 4          | 3.000                     |         | 5         | 4         | 23         |
| 2000 | 33.000      | 314.500     | 10,5        | 10         | 5          | 5          | 3.300                     |         | 6         | 4         | 25         |
| 2001 | 33.000      | 347.500     | 9,5         | 12         | 8          | 4          | 2.750                     |         | 5         | 7         | 27         |
| 2002 | 33.000      | 314.500     | 10,5        | 12         | 8          | 4          | 2.750                     |         | 6         | 6         | 27         |
| 2003 | 33.000      | 314.500     | 10,5        | 12         | 8          | 4          | 2.750                     |         | 6         | 6         | 27         |
| 2004 | 33.000      | 314.500     | 10,5        | 11         | 7          | 4          | 3.000                     |         | 7         | 6         | 30         |
| 2013 | 28.000      | 280.000     | 10,0        | 16         | 11         | 5          | 1.750                     |         | 5         | 11        | 33         |
| 2016 | 27.400      | 274.200     | 10,0        | 13         | 9          | 4          | 2.107                     |         | 4         | 11        | 32         |
| 2019 | 26.950      | 270.180     | 10,0        | 15         | 9          | 6          | 1.796                     |         | 6         | 17        | 32         |
| 2021 | 26.500      | 253.034     | 10,5        | 14         | 8          | 6          | 1.892                     |         | 6         | 17        | 33         |